# Лехмусто, Хейкки
Хейкки Хейкинпойка Лехмусто (фин. Heikki Heikinpoika Lehmusto; 30 августа 1884, Kerkkoo, Нюландская губерния — 22 сентября 1958, Турку) — финский гимнаст, бронзовый призёр летних Олимпийских игр 1908 года.
На Играх 1908 года в Лондоне Лехмусто участвовал только в командном первенстве, в котором его сборная заняла третье место.